# 2013 في السعودية
تحتوي هذه المقالة على أهم الأحداث التي شهدتها السعودية في 2013، إضافة إلى أهم الشخصيات السعودية التي وُلدت أو تُوفيت في هذه السنة.

## السياسة

### الحكم
الملك: عبد الله بن عبد العزيز آل سعود

### تعيينات

#### يناير
- سعود بن نايف بن عبد العزيز آل سعود، أميرًا للمنطقة الشرقية بمرتبة وزير.[1]
- فيصل بن سلمان بن عبد العزيز آل سعود، أميرًا لمنطقة المدينة المنورة بمرتبة وزير.[1]

#### فبراير
- مقرن بن عبد العزيز آل سعود، نائبًا ثانيًا لرئيس مجلس الوزراء.
- خالد بن بندر بن عبد العزيز آل سعود، أميرًا لمنطقة الرياض بمرتبة وزير.

- تركي بن عبد الله بن عبد العزيز آل سعود نائبًا له بمرتبة وزير.

#### مارس
- محمد بن سلمان بن عبد العزيز آل سعود، رئيسًا لديوان ولي العهد السعودي ومستشارًا خاصًا للأمير سلمان بن عبد العزيز بمرتبة وزير.[2]

#### أبريل
- فهد بن عبد الله بن محمد بن عبد الرحمن آل سعود، نائبًا لوزير الدفاع بمرتبة وزير.[3]

#### مايو
- متعب بن عبد الله بن عبد العزيز آل سعود، وزيرًا لوزارة الحرس الوطني؛ بعد تحويلها من رئاسة إلى وزارة.[4]

#### يوليو
- الأمير بندر بن سعود بن محمد، رئيسًا للهيئة السعودية للحياة الفطرية بالمرتبة الممتازة.
- محمد بن صالح الدهام، نائبًا لوزير الاقتصاد والتخطيط بالمرتبة الممتازة.

#### أغسطس
- سلمان بن سلطان بن عبد العزيز آل سعود، نائبًا لوزير الدفاع بمرتبة وزير.

#### ديسمبر
- خالد الفيصل بن عبد العزيز آل سعود وزيرًا للتربية والتعليم.[5]
- مشعل بن عبدالله بن عبد العزيز آل سعود، أميرًا لمنطقة مكة المكرمة.[5]
- اللواء عثمان المحرج، مديرًا للأمن العام.
- اللواء سعد الخليوي، مديرًا لكلية الملك فهد الأمنية.
- اللواء أحمد سعدي الزهراني، مديرًا لمكافحة المخدرات.
- اللواء طارق الشدي، مديرًا لمركز المعلومات الوطني.

### إعفاءات

#### يناير
- محمد بن فهد بن عبدالعزيز آل سعود أمير المنطقة الشرقية من منصبه.[1]
- عبد العزيز بن ماجد بن عبد العزيز آل سعود أمير منطقة المدينة المنورة من منصبه.[1]

#### أبريل
- نائب وزير الدفاع خالد بن سلطان بن عبد العزيز آل سعود من منصبه.[3]

#### ديسمبر
- فيصل بن عبد الله بن محمد بن عبد العزيز آل سعود وزير التربية والتعليم.[5]
- الأمير خالد الفيصل بن عبد العزيز آل سعود أمير منطقة مكة المكرمة.[5]

## أحداث
- تأسيس جائزة الملك عبد العزيز للكتاب.

### يناير
- 11: تعيين 30 امرأة كأعضاء في مجلس الشورى السعودي لأول مرة.[6]

### فبراير
- العاصفة الثلجية في تبوك.

- 20: انعقاد مؤتمر قمة الرياض الاقتصادية الدورة الثالثة للقمة العربية التنموية.

### أبريل
- 29: تأسيس المركز الوطني للوقاية من الأمراض ومكافحتها.[7]

### يوليو
- 28: البدء في تنفيذ مشروع مترو الرياض.[8]
- 30: تدشين توسعة قرية الأحساء التراثية.[9]

### أغسطس
- 26: تأسيس المركز الوطني للمعلومات الصحية.[10]

### نوفمبر
- سقوط 5 قتلى وعشرات المصابين اشتباكات بين الشرطة ومهاجرين غير شرعيين في حي منفوحة بالعاصمة الرياض .
- تغيير أيام العمل الرسمية وتبدأ من يوم الأحد بدلا من السبت وتنتهي بيوم الخميس بدلا من الأربعاء، لتكون العطلة الأسبوعية يومي الجمعة والسبت.[11]
- السجن 133 عاما وغرامة تصل إلى 14 مليون ريال لمتهمين في حادثة سيول جدة.
- 21: سقوط ستة قذائف هاون على مركز العوجاء الحدودي السعودي مع العراق ومليشيا عراقية مسلحة تطلق على نفسها اسم جيش المختار تتبنى العملية.[12]

## وفيات

### فبراير
- 12: سطام بن عبد العزيز آل سعود، أمير منطقة الرياض.[13]

### مارس
- 8: إبراهيم الناصر الحميدان، روائي وقاص (و. 1933).[14]

### أبريل
- 1: بدر بن عبد العزيز آل سعود، نائب رئيس الحرس الوطني (1932).[15]
- 8: عبد الهادي الفضلي، فقيه وعالم دين وأكاديمي سعودي.[16]
- 26: فهد الحمدان، لاعب كرة قدم (و. 1966).[17]

### مايو
- صالح بن عبد الرحمن الحصين، الرئيس العام لشؤون المسجد الحرام والمسجد النبوي وعضو هيئة كبار العلماء (و. 1932).[18]
- 30: محمد ضياء الدين الصابوني، لغوي وشاعر ومدرس سوري - سعودي.[19]

### يونيو
- 13: محمد الخليوي لاعب كرة قدم.[20]

### أغسطس
- 19: مساعد بن عبد العزيز آل سعود، أمير سعودي.[21]
- 21: سليمان فليح السبيعي، شاعر وناقد سعودي-كويتي.[22]
- 27: حسن الغانم، ممثل سعودي.[23]

### ديسمبر
- 23: إبراهيم محمد الدامغ، أديب وتربوي (و. 1938).[24]